# Antiprotó
L'antiprotó, simbolitzat {\displaystyle {\bar {p}}}, és una partícula d'antimatèria constituïda per dos antiquarks u i un antiquark d ({\displaystyle {\bar {u}}{\bar {u}}{\bar {d}}}), és l'antipartícula del protó, simbolitzat {\displaystyle p} o {\displaystyle p^{+}}. Posseeix una càrrega elèctrica negativa igual a la de l'electró (q = –1,602 × 10−19 C), una massa igual a la del protó (m =1,673 × 10−27 kg) i és un fermió amb un espín igual a 1/2. Els antiprotons són estables, però la seva vida sol ser molt curta, ja que qualsevol col·lisió amb un protó implica la seva mútua anihilació generant varis pions, que decauen ràpidament en muons i neutrins muònics els pions en càrrega i en raigs gamma els pions neutres.
Fou descobert el 1955 pels físics Emilio Segrè i Owen Chamberlain, de la Universitat de Califòrnia a Berkeley, emprant l'accelerador de partícules Bevatró construït específicament per aquest experiment. Per aquest descobriment foren guardonats amb el premi Nobel de física de 1959. Actualment s'està estudiant l'ús de feixos d'antiprotons en radioteràpia.

## Història

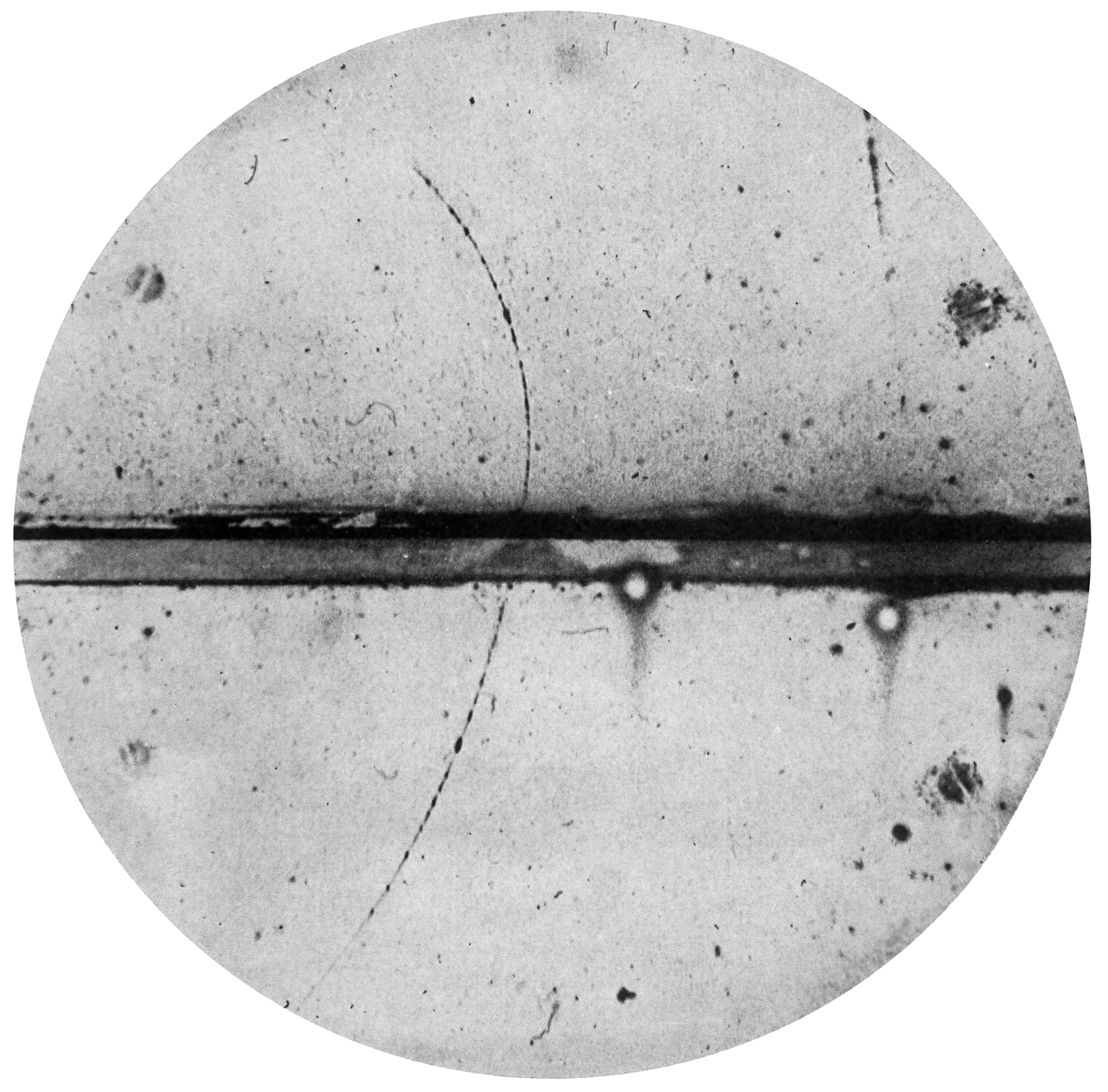
Primera fotografia de la trajectòria d'un positró.

El 1928 el físic anglès Paul Dirac (1902-1984) formulà una equació per descriure el comportament dels electrons relativístics en camps elèctrics i magnètics. Dirac suggerí que, a més de les partícules, podrien existir antipartícules amb la mateixa massa que les seves homòlogues, però amb el signe de la càrrega elèctrica i l’energia invertits. Arran d'aquest treball, s'inicià una cursa per trobar experimentalment antipartícules. L’agost de 1932, un jove postdoctorand del Caltech, el físic estatunidenc Carl David Anderson (1905-1991), obtingué una fotografia històrica: la trajectòria d’una partícula carregada positivament provinent dels raigs còsmics travessant una cambra de boira, un positró, l'antipartícula de l'electró. Tot i l’escepticisme inicial d'altres físics, el resultat es confirmà l’any següent. Aquest descobriment valgué a Anderson el Premi Nobel de Física el 1936.

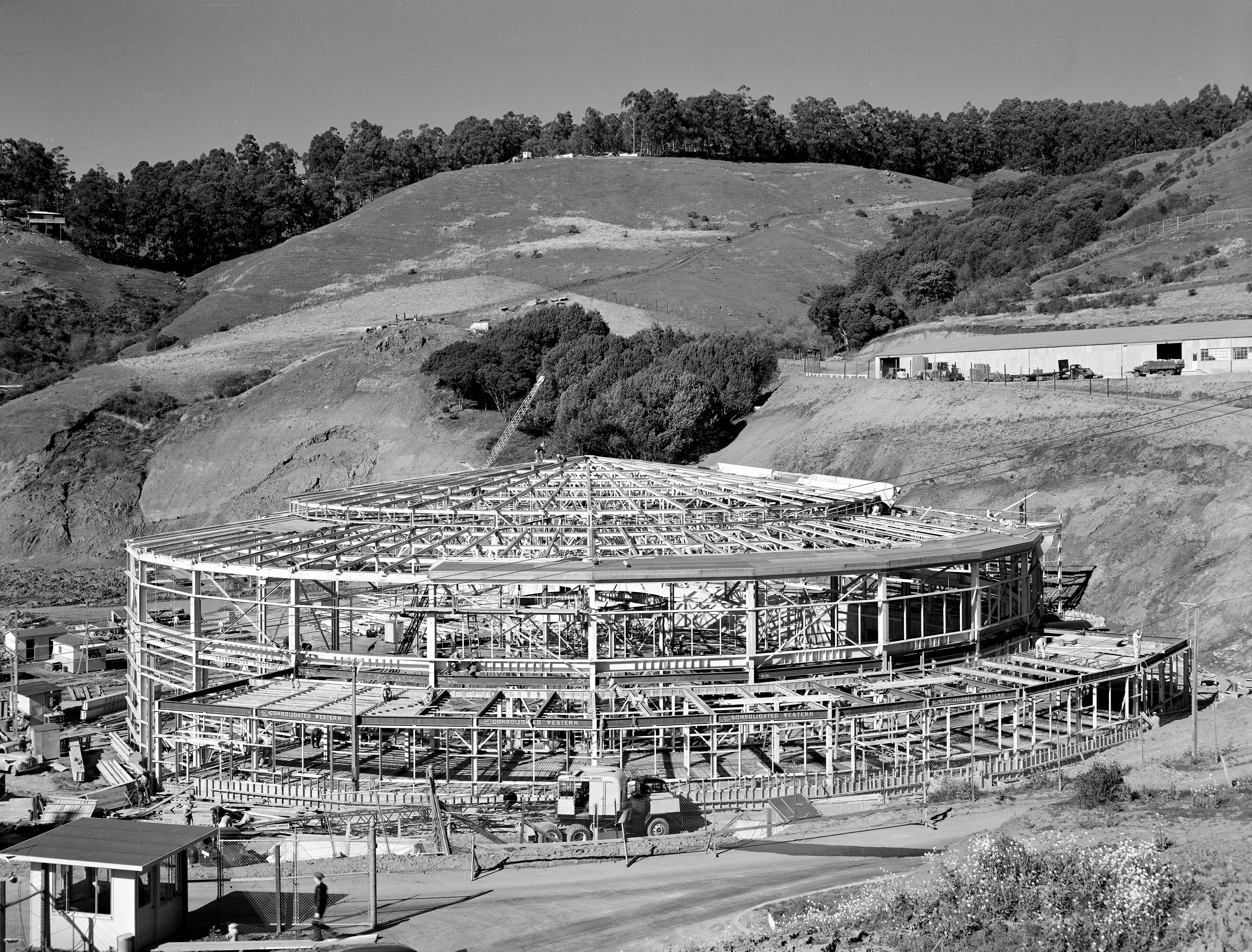
Construcció del Bevatró.

L’èxit de la teoria de Dirac portà els físics a concloure que també podia aplicar-se als protons, la qual cosa implicava l’existència d’antiprotons. No obstant això, els acceleradors de partícules de l’època no eren prou potents per crear-los. Aleshores, a l’anomenat “Rad Lab” de la Universitat de Califòrnia a Berkeley, el físic estatunidenc Ernest O. Lawrence (1901-1958) es proposà construir un sincrotró capaç de produir els 6 000 milions d’electronvolts necessaris per generar parelles protó-antiprotó en xocar un feix de protons a gran velocitat contra nuclis de coure en repòs. L’accelerador fou batejat com a Bevatró, ja que en aquell moment el prefix emprat per a mil milions era B (de l'anglès billion, ‘mil milions') i l'abreviatura d’electronvolts era i és eV (actualment GeV en lloc de BeV).

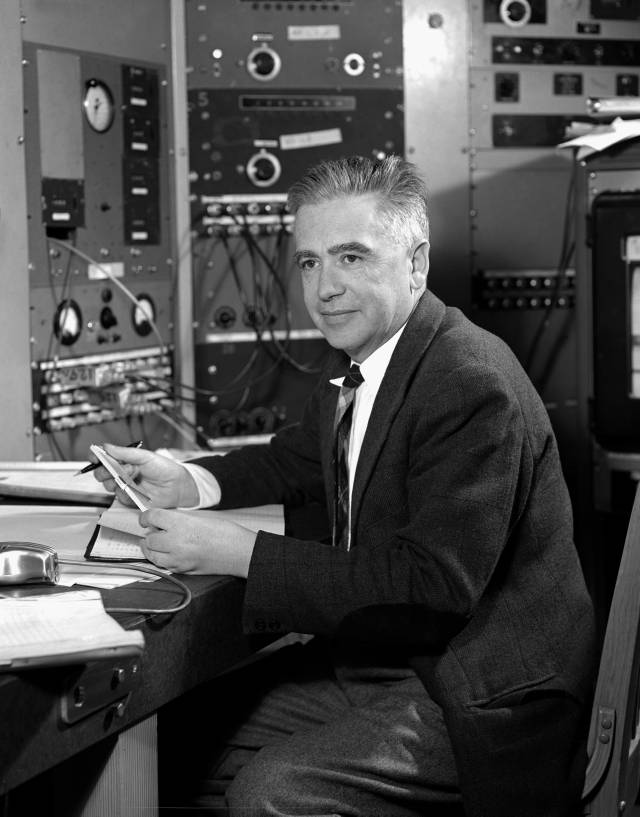
Emilio Segrè el 1954.

Dos equips diferents es dedicaren a la recerca de l’antiprotó. Un estava liderat pel físic estatunidenc Edward Lofgren (1914-2016), i l’altre per l'italià Emilio Segrè (1905-1989) i l'estatunidenc Owen Chamberlain (1920-2006). El Bevatró podia produir antiprotons, però el repte era detectar-los entre la multitud de partícules generades durant les col·lisions  (un antiprotó per cada 62 000 mesons) i en la fracció de deu milionèsimes de segon (temps entre l’aparició d’un antiprotó i la seva anihilació en xocar amb un protó). Els científics conclogueren que calia mesurar amb precisió dues propietats per identificar-los segons la massa i la càrrega: el moment lineal i la velocitat.

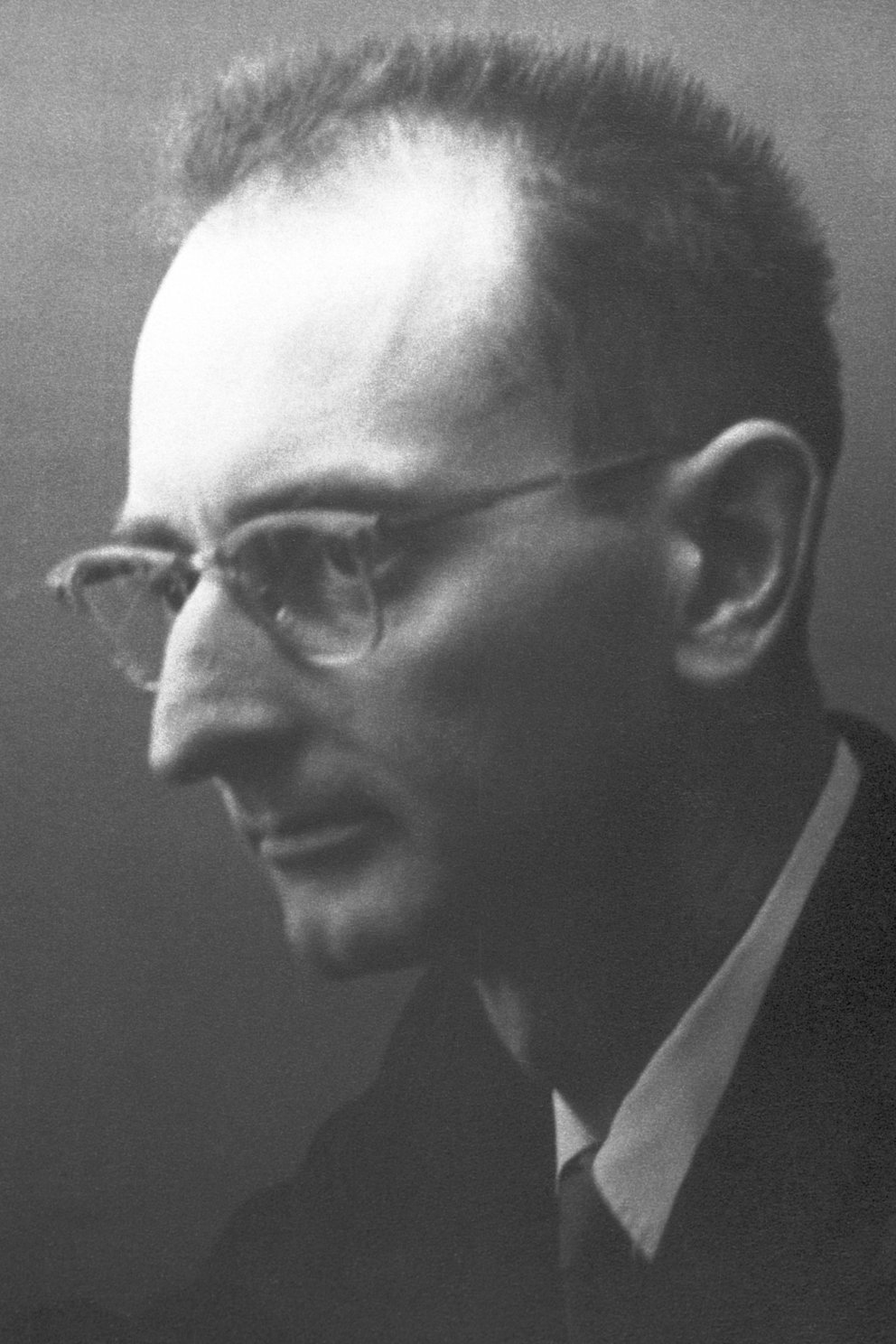
Owen Chamberlain el 1959.

Els equips optaren per mesurar el moment lineal mitjançant un elaborat sistema de lents quadrupolars magnètiques. Quan un feix de protons colpejava un blanc de coure, generava diferents partícules que es dispersaven en totes direccions, i només aquelles amb certs intervals de moment passaven pel sistema de lents, que desviava les partícules negatives pels col·limadors i bloquejava les positives. Per a les mesures de velocitat, els físics utilitzaren comptadors de centelleig per calcular el temps que trigaven les partícules a recórrer una distància de 12 metres entre dos detectors. Això permetia distingir entre pions i antiprotons, ja que els primers cobrien la distància 11 nanosegons més ràpidament. Encara que existia la possibilitat que dos pions imitessin el senyal d’un antiprotó, es van incorporar dos detectors de radiació Txerenkov: un amb fluorocarburs líquids com a medi i l’altre amb quars. El primer mesurava la velocitat de partícules més ràpides que un antiprotó, mentre que el segon només detectava partícules amb la velocitat exacta d’un antiprotó. Com a última mesura de seguretat contra falses deteccions, es desplegà un experiment amb emulsions fotogràfiques per captar les característiques explosions en forma d’estrella que indicaven un esdeveniment d’anihilació entre un protó i un antiprotó.
Els dos equips iniciaren els experiments l’agost de 1955, tot i que el Bevatró es trencà el 5 de setembre, just a la meitat de la segona ronda de Segrè i Chamberlain. Un cop reparat, Lofgren els cedí generosament el seu torn perquè completessin l’experiment. Aquella ronda resultà decisiva, proporcionant les primeres evidències d’antiprotons. Per analitzar les dades de milers d’interaccions, es reclutaren operadors humans —com les esposes d’estudiants de postgrau— que, amb màquines de mesura anomenades “Frankensteins”, seguien les trajectòries de les partícules. Utilitzaven pedals per introduir dades en targetes perforades d’IBM, que després eren processades per ordinadors primitius per reconstruir les trajectòries i calcular el moment i l’energia de cada partícula. Les imatges d’emulsió també es revisaven per verificar els esdeveniments d’anihilació. En total, l’experiment de Segrè i Chamberlain detectà 60 antiprotons. El 19 d’octubre de 1955, el descobriment fou anunciat en una roda de premsa, i l’1 de novembre es publicà l’article a Physical Review Letters, només vuit dies després de la seva submissió. El descobriment ocupà titulars a tot el país i Segrè i Chamberlain reberen el Premi Nobel de Física de 1959 per aquest descobriment.

## Característiques

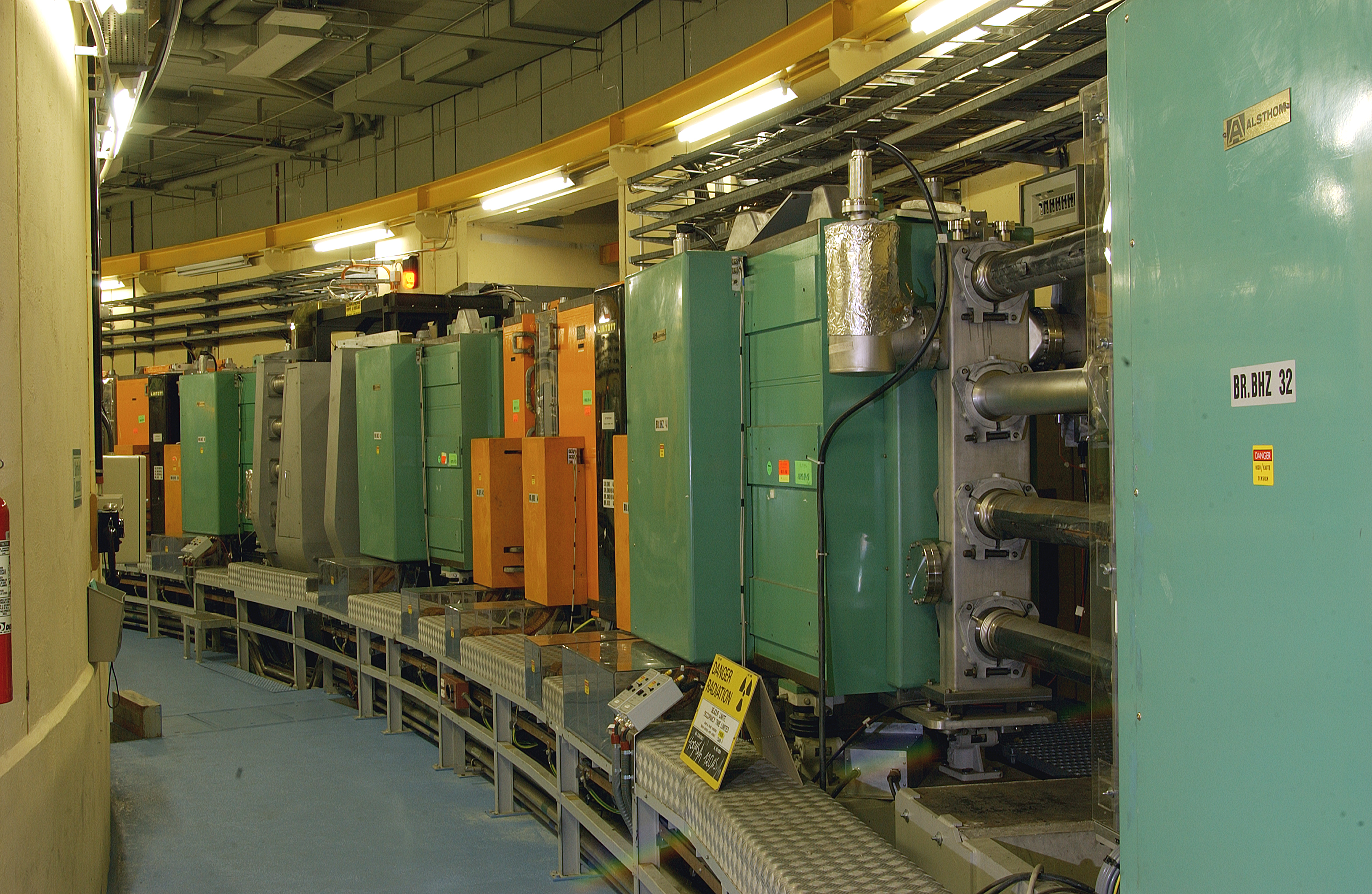
Túnel del sincrotó de protons del CERN.

La creació d'antiprotons requereix energies equivalents a una temperatura de 10 bilions de K (10¹³ K) que, excepte en les condicions del big-bang, són extremadament rares a l'univers. Tanmateix, el CERN en produeix de manera continuada a la seva "fàbrica d'antimatèria", a la que els protons accelerats fins a 26 GeV que provenen del sincrotró de protons (PS) xoquen contra un bloc d'iridi amb prou energia per a produir la creació de matèria. Entre la diversitat de partícules i antipartícules creades els antiprotons són separats mitjançant imants en el buit.
La simetria CPT prediu que la massa i la vida de l'antiprotó han de ser les mateixes, mentre que la càrrega elèctrica i el moment magnètic han de ser iguals en magnitud, però de signe contrari. La càrrega és negativa {\displaystyle q_{\bar {p}}} = –1,602 176 634× 10−19 C i el moment magnètic també {\displaystyle \mu _{\bar {p}}} = −2,792 847 344 1(42){\displaystyle \mu _{N}}, on {\displaystyle \mu _{N}} és el magnetó nuclear. La massa de l'antiprotó fou determinada al CERN l'any 2006, resultant ser 1 836,153 674 vegades més massiu que l'electró o una massa {\displaystyle m_{\bar {p}}} = 1,672 621 925 95 × 10−27 kg, coincidint amb la massa del protó com s'havia previst teòricament.

## Antiprotons al big-bang
Els antiprotons foren molt abundants en els primers moments de vida de l'univers. Als 25 μs després del big-bang s'inicià l'època hadrònica amb el confinament dels quarks formant hadrons, i acabà als 50 μs quan s'anihilaren els pions. És una etapa on l'univers estava ple de fotons, leptons (electrons, positrons, muons, antimuons, tauons i antitauons, i els seus neutrins) i hadrons (protons, antiprotons, neutrons, antineutrons, pions i antipions). Es produïren anihilacions partícula-antipartícula donant lloc a fotons. D'aquesta manera desaparegueren la totalitat d'antiprotons primordials i quedà l'excés de protons primordials a causa de l'asimetria matèria-antimatèria.

## Antiprotons als raigs còsmics
Els antiprotons {\displaystyle {\bar {p}}} es generen en col·lisions energètiques de la radiació primària, bàsicament protons {\displaystyle p}, amb els constituents del medi interestel·lar, és a dir, amb els nuclis {\displaystyle N} de partícules de gas i pols. La reacció és:
{\displaystyle p+N\longrightarrow p+{\bar {p}}+p+N}
Per tant, aquests antiprotons no són autènticament primaris, sinó que s'han de considerar com antiprotons secundaris. Les especulacions segons les quals l'antimatèria primordial, si estigués present en la radiació còsmica, tindria el seu origen en galàxies d'antimatèria o fins i tot en regions distants d'antimatèria de l'univers són extremadament improbables, basant-se en la ben coneguda intensitat i homogeneïtat del fons de raigs gamma difusos. Així mateix, les teories que suggereixen un origen cosmològic de l'antimatèria mitjançant la desintegració de diverses partícules hipotètiques són altament especulatives.
Des d'una perspectiva teòrica, hi ha múltiples raons per sospitar de l'existència d'antiprotons primaris. El candidat més àmpliament acceptat per a la matèria fosca no bariònica són les partícules supersimètriques estables, les quals, en aniquilar-se a l'halo galàctic, podrien produir un flux d'antiprotons de baixa energia. Els antiprotons també podrien ser produïts amb un espectre característic en la desintegració de forats negres primordials. No obstant això, encara no s'ha confirmat de manera independent l'existència d'aquestes fonts. Per assolir-ho, és necessari distingir i aïllar una component primària d'antiprotons de la component secundària, ben establerta. Això, però, requereix un càlcul precís del flux secundari, que depèn del model de propagació, així com una mesura precisa de l'espectre d'antiprotons dels raigs còsmics.

## Anihilació protó-antiprotó
Quan un antiprotó i un protó entren en contacte s'anihilen formant un conjunt de partícules subatòmiques. L'antiprotó i el protó deixen d'existir en el procés i els seus quarks es reorganitzen en pions ({\displaystyle \pi ^{+}}, {\displaystyle \pi ^{0}} i {\displaystyle \pi ^{-}}), com per exemple:
{\displaystyle p+{\bar {p}}\longrightarrow \pi ^{+}+\pi ^{0}+\pi ^{-}}
No obstant això, els productes de l'anihilació poden incloure diferents quantitats o combinacions de pions, algunes de les quals són estadísticament més comunes que d'altres. Els pions generats en l'anihilació reben una gran quantitat d'energia del procés, cosa que els fa moure's a velocitats relativistes, és a dir, a velocitats properes a la de la llum. aquests pions són inestables i es desintegren.
En el cas dels pions amb càrrega {\displaystyle \pi ^{\pm }} les desintegracions principals són en un muó {\displaystyle \mu } i un neutrí muònic {\displaystyle \nu _{\mu }} i, per tant, es fan mitjançant la interacció dèbil:
{\displaystyle \pi ^{+}\to \mu ^{+}+\nu _{\mu }\,}
{\displaystyle \pi ^{-}\to \mu ^{-}+{\bar {\nu }}_{\mu }\,}
En el cas del pió neutre {\displaystyle \pi ^{0}} la desintegració dona dos fotons:
{\displaystyle \pi ^{0}\to 2\gamma \,}
En aquest cas, la interacció electromagnètica n'és la responsable i és per això que la vida mitjana de π0 és més curta que en els casos de π±.